# Edgar Gray
Edgar Lawrence „Dunc“ Gray (* 17. Juli 1906 in Goulburn; † 30. August 1996 in Kiama) war ein australischer Radrennfahrer und der erste Australier, der eine olympische Goldmedaille im Radsport gewann.
Gray nahm erstmals 1928 an Olympischen Sommerspielen teil. In Antwerpen startete er erstmals in einem 1 km-Zeitfahren und gewann mit einer Zeit von 1:15,06 min die Bronzemedaille im 1000-Meter-Zeitfahren. Gray war der einzige Radrennfahrer, den Australien 1932 zu den Olympischen Sommerspielen nach Los Angeles entsandte, wo er sowohl für das 1000-Meter-Zeitfahren als auch für den Bahnsprint gemeldet war. Obwohl Gray noch eine Woche vor seinem Rennen wegen Grippe im Krankenhaus gewesen war, gelang es ihm, sich für das Halbfinale im Sprint zu qualifizieren. Gray trat zu dem Lauf um die Bronzemedaille nicht an, da er befürchtete, aufgrund der Krankheit zu geschwächt für zwei Rennen an einem Abend zu sein, so dass der Italiener Bruno Pellizzari nur um die Bahn fahren musste, um die Bronzemedaille zu gewinnen. Grays Entscheidung, seine Kraft für das 1000-m-Zeitfahren zu schonen, zahlte sich aus, mit der neuen Weltrekordzeit von 1:13,0 min. Gray nahm auch an den Olympischen Spielen 1936 in Berlin teil, bei denen er beim Einmarsch die australische Fahne tragen durfte, da er der einzige Olympiasieger unter den australischen Teilnehmern war. Sportlich waren die Spiele für ihn nicht erfolgreich; er schied im Sprint im Viertelfinale aus. 1938 gewann er den Sprint bei den Commonwealth Games. 1934 war er im 1000-Meter-Zeitfahren erfolgreich.
Die Radrennbahn von Sydney, auf der im Jahr 2000 die olympischen Wettbewerbe ausgetragen wurden, heißt zu seinen Ehren Dunc Gray Velodrome. Das Fahrrad, mit dem er 1932 die Goldmedaille errang, ist dort ausgestellt.